# Frederiksborggade

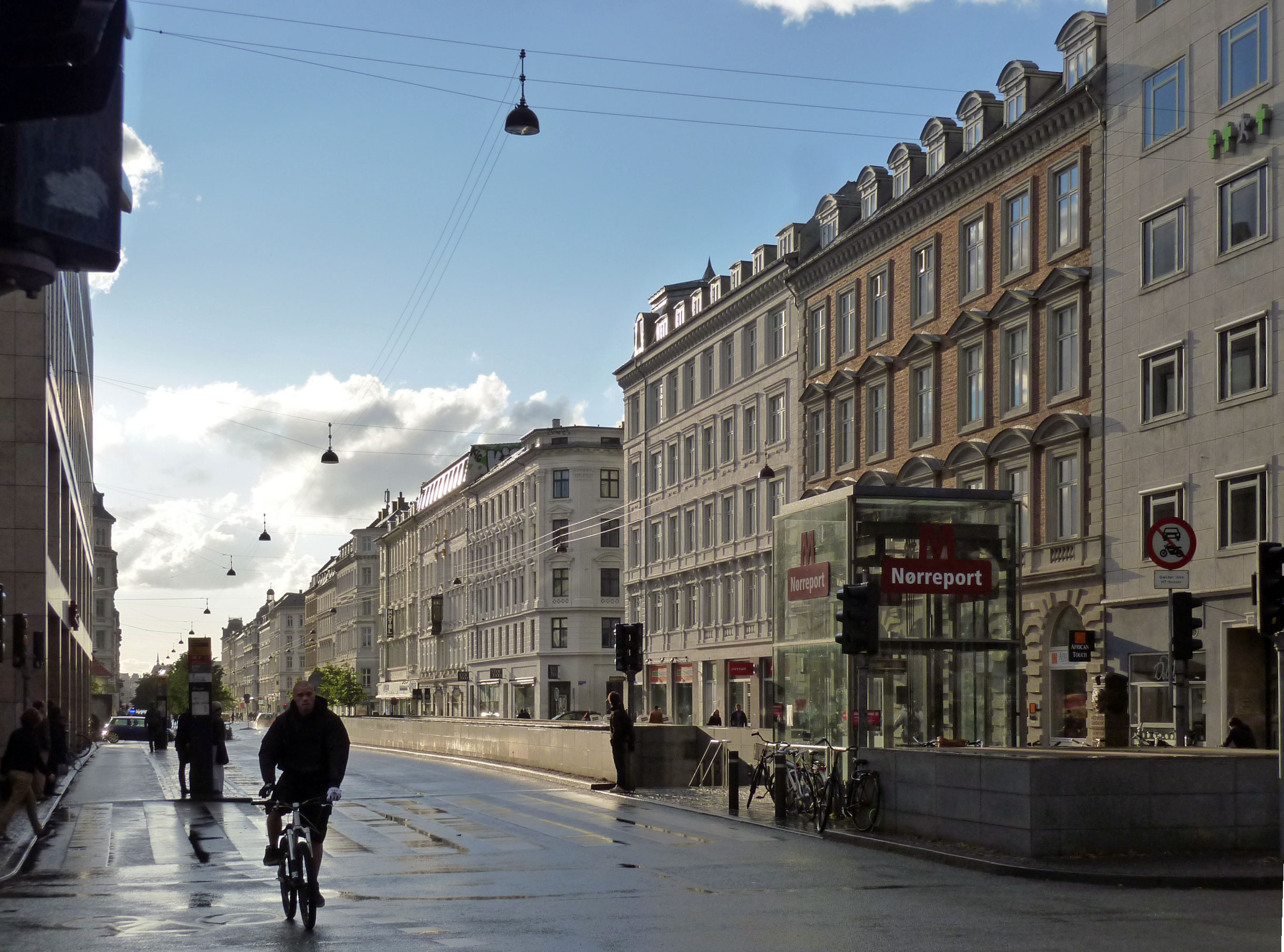
Frederiksborggade med ingång till metrostationen Nørreport.

Frederiksborggade är en gata i centrala Köpenhamn.
Den sträcker sig från Kultorvet i sydost till Søtorvet där Dronning Louises Bro förbinder den med Nørrebrogade på Nørrebro på andra sidan av Søerne.